# Багряні крила
«Багряні крила» — фантастично-пригодницький роман українського письменника Костянтина Матвієнка. Спільно виданий у 2011 році видавництвами «Теза» та «Фоліо».
Роман входить до циклу «Крізь брами українських часів» разом з трьома іншими романами: «Час настав» («Теза», 2009, 2011), «Гроза над Славутичем», («Теза», 2009), «Добрий шлях» («Теза», 2011).

## Жанр
Урбаністичне фентезі, з елементами детективу та політичної сатири.

## Сюжет
Київський студент Аскольд Четвертинський та його друзі, серед яких не лише люди, але й домовики, демони й навіть прадавні боги — завдяки потужним артефактам зниклої цивілізації можуть подорожувати у часі.
Цього разу їм доведеться подбати про те, щоб у Києві Х сторіччя належним чином відбулася зміна династії князів, й варяг Олег та його малий родич Ігор Рюрикович успадкували сакральну суть влади на цих землях. Центр Історичних корекцій Федерації знов перешкоджає головним героям у нашому часі й у давнині, інші спецслужби також метушаться під ногами. А тут у гру вступають прадавні зловісні сили — з’ясовується, що з Космосу на Землю суне давній ворог, інфернальна планета Нібіру. Агенти звідти вже почали свою підступну роботу… Втім, герої гідно, як і завжди, впораються з викликами…

## Інновації
- На сторінках книжки містяться посилання на статті у Вікіпедії, щодо реальних та гіпотетичних подій, на тлі яких розвивається сюжет роману, а також на історичних осіб, обставини та явища суспільного буття, споруди тощо.
- Місця, де могли б відбуватися події роману за допомогою інтернет-послуги Google Maps можна побачити на сайті видавництва[недоступне посилання] «Теза» за позначкою у тексті – «…».
- При підготовці видання використане відкритого програмного забезпечення Open source – можливо це єдиний приклад в Україні.
- При роботі над книжкою стали в пригоді словники з сайту r2u.org.ua [Архівовано 20 жовтня 2007 у Wayback Machine.]